# Город Тельмана
Те́льмана — город в Тосненском районе Ленинградской области, административный центр муниципального образования Тельмановское городское поселение.

## История
Упоминается как деревня Колонистов на карте Санкт-Петербургской губернии 1792 года А. М. Вильбрехта.
На «Топографической карте окрестностей Санкт-Петербурга» Военно-топографического депо Главного штаба 1817 года она обозначена как Ижорская Колония из 16 дворов.

ИЖОРСКОЙ КОЛОНИИ — деревня колонистов, число жителей по ревизии: 310 м. п., 264 ж. п. (1838 год)

В описании губернии от 1838 года Верхняя и Нижняя (1-я и 2-я) Ижорские колонии учитывались совместно.

ИЖОРСКАЯ КОЛОНИЯ 1-Я — принадлежит Ведомству государственного имущества, по просёлочной дороге, число дворов — 16, число душ — 174 м. п. (1856 год)

1-Я ИЖОРСКАЯ КОЛОНИЯ — немецкая колония при реке Ижоре, число дворов — 32, число жителей: 209 м. п., 192 ж. п.

Лютеранская молельня. Школа. Колонистский сельский приказ. (1862 год)

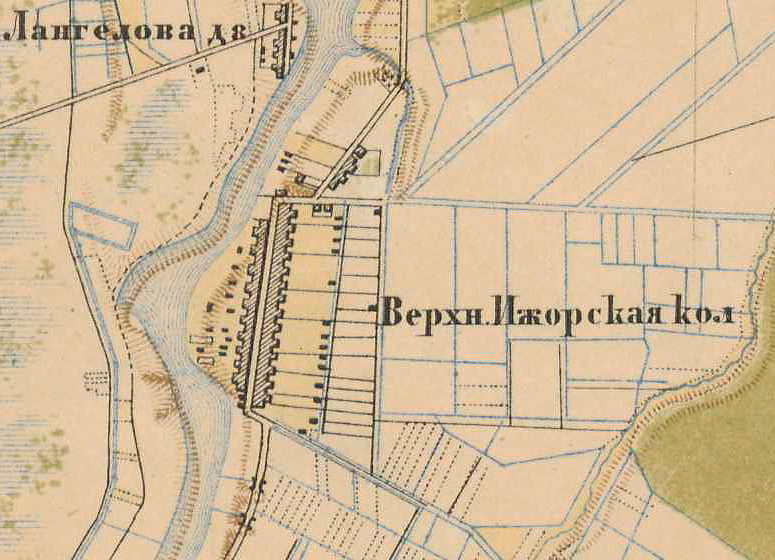
План Верхней Ижорской колонии. 1885 год

Сборник Центрального статистического комитета описывал её так:

ИЖОРСКАЯ (ВЕРХНЯЯ) КОЛОНИЯ — бывшая колония при реке Ижоре, дворов — 32, жителей — 554; волостное правление (до уездного города 13 вёрст), молитвенный дом лютеранский, школа, лавка. Вблизи — церковь православная, мастерские ижорских заводов, школа, больница, лавки, 3 постоялых двора, 2 трактира, ярмарка 9 мая. В 4 верстах — станция ж.д. Колпино. В 6 верстах — пистонный завод. (1885 год)

В конце XIX — начале XX века колония административно относилась к Колпинской волости 1-го стана Царскосельского уезда Санкт-Петербургской губернии. В этот период Верхняя колония стала активно развиваться в направлении к Нижней колонии.
В 1913 году Верхняя Ижорская колония насчитывала 57 дворов.
С 1917 по 1920 год деревня Колпинская Колония состоящая из частей: Верхнее Селение, Нижнее Селение и Лагерный посёлок, входила в состав Колпинской волости Детскосельского уезда.
С 1920 года в составе Колпинского сельсовета Ижорской волости.
С 1923 года в составе Ульяновской волости Гатчинского уезда.
С 1924 года в составе Ям-Ижорского сельсовета.
С 1926 года в составе Колпинского сельсовета.
С февраля 1927 года в составе Октябрьского сельсовета. С августа 1927 года в составе Колпинского района.
С 1928 года вновь в составе Ям-Ижорского сельсовета.
С 1930 года в составе Тосненского района.
По данным 1933 года деревня учитывалась как выселок Колпинская-Немецкая и входила в состав Ям-Ижорского сельсовета Тосненского района.
В 1930 году был создан колхоз имени Тельмана.
В 1940 году население деревни Колпинская Колония составляло 1950 человек.

План деревни Колпинская Колония. 1941 год

Согласно топографической карте РККА 1941 года деревня насчитывала 202 двора.
С 1 сентября 1941 года по 31 января 1944 года деревня находилась в оккупации. После войны не восстановлена.
В 1944 году на землях разрушенного войной колхоза имени Тельмана было организовано подсобное хозяйство Ижорского завода. 17 декабря 1949 года на его базе был создан совхоз имени Тельмана. В 1950 году на базе совхоза был создан Теплично-парниковый комбинат (с 1961 года — совхоз «Тепличный», с 1969 года — совхоз «Ленинградский»; в 1971 году на базе совхоза «Ленинградский» было создано производственное объединение тепличных совхозов Ленинградской области — фирма «Лето», «Ленинградский» в этом объединении был головным совхозом, а начальником объединения был одновременно генеральным директором «Ленинградского»).
По данным 1966 года посёлок назывался Усадьба совхоза имени Тельмана и находился в составе Красноборского поссовета.
По данным 1973 года в посёлке располагались центральные усадьбы совхозов «Колпинский» и «им. Тельмана».
По данным 1990 года в посёлке Тельмана проживали 4780 человек. Посёлок являлся административным центром Тельмановского сельсовета в который входили четыре населённых пункта: деревня Пионер, деревня Ям-Ижора, посёлок Войскорово, посёлок Тельмана, общей численностью населения 7345 человек.
В 1997 году в посёлке Тельмана Тельмановской волости проживали 5127 человек, в 2002 году — 5807 человек (русские — 91 %).
В 2007 году в посёлке Тельмана Тельмановского СП — 5466 человек.
26 мая 2024 года Тельмановское сельское поселение было преобразовано в Тельмановское городское поселение, а посёлок Тельмана в город Тельмана. Город Тельмана — единственный город в Ленинградской области, название которого имеет форму родительного падежа. Без родового слова употреблять подобные названия не рекомендуется.

## География
Город расположен в северной части Тосненского района на автодороге 41К-169 (подъезд к г. Колпино), у границы с Санкт-Петербургом (муниципальным образованием «Город Колпино»).
Расстояние до районного центра — 38 км.
Через город протекает река Ижора.

## Демография
| 1838    | 1862 | 1885 | 1990  | 1997  | 2002  | 2007  | 2010  | 2017    |
| ------- | ---- | ---- | ----- | ----- | ----- | ----- | ----- | ------- |
| 574     | ↘401 | ↗554 | ↗4780 | ↗5127 | ↗5807 | ↘5466 | ↗8757 | ↗13 108 |
| 2021    |      |      |       |       |       |       |       |         |
| ↗23 986 |      |      |       |       |       |       |       |         |

## Фото

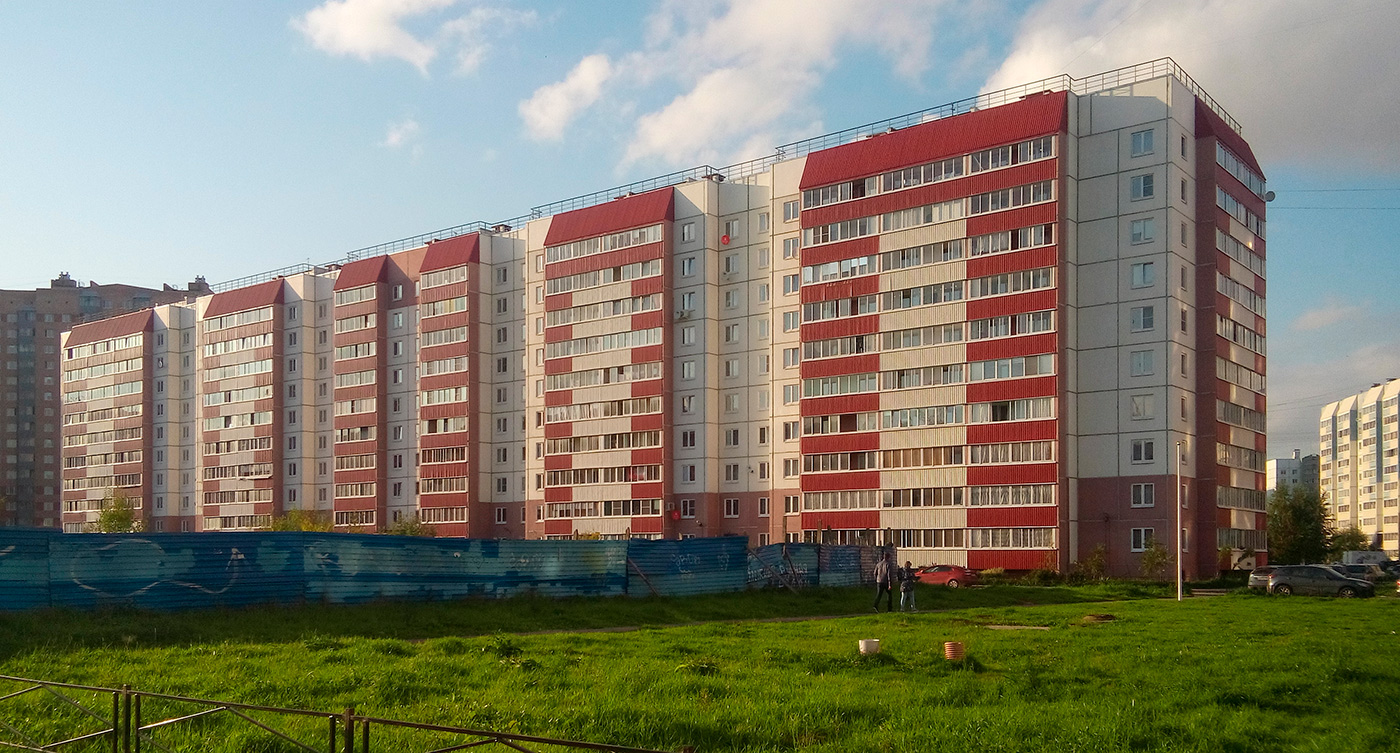
Ладожский бульвар, 5. 2017 год
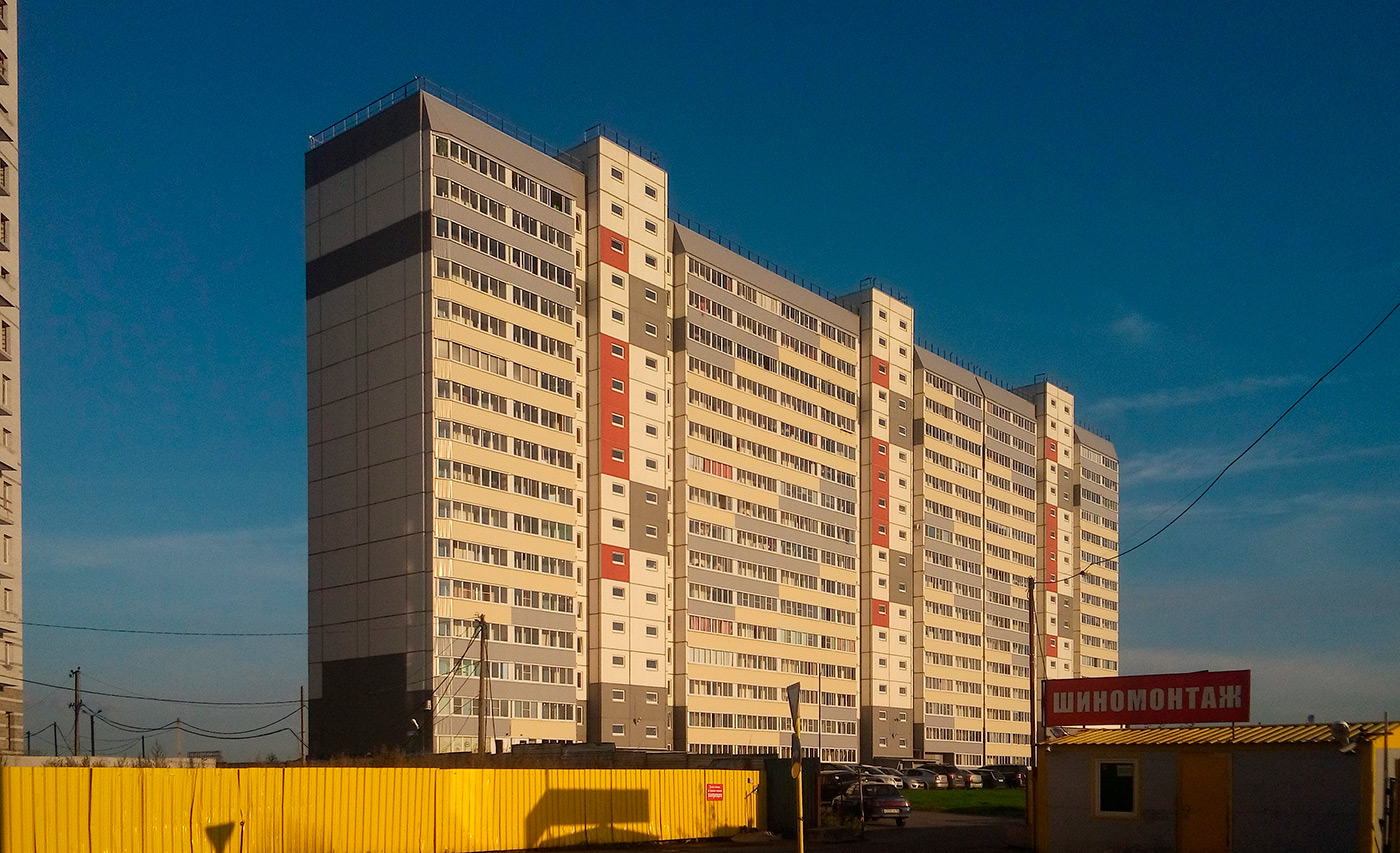
Улица Квартальная, 2. 2017 год
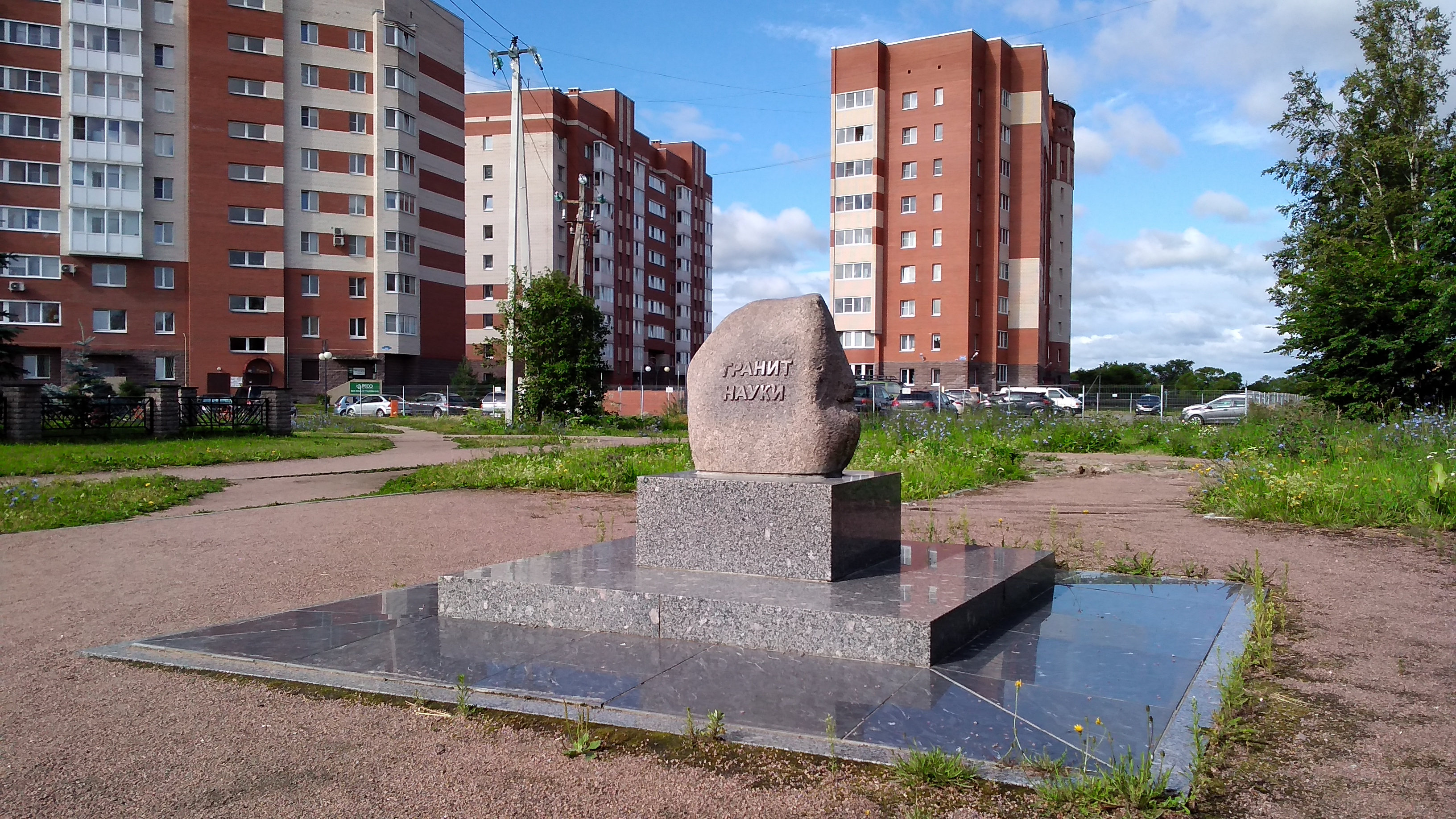
Монумент «Гранит науки». 2020 год

## Улицы
Проезд № 1, проезд № 2, Железнодорожная, Зелёная, Квартальная, Колпинская, Красноборская, Красноборская дорога, Ладожский бульвар, Луговая, Московская, Набережная, Октябрьская, Онежская, подъезд к г. Колпино, Полевая, Садовая, Центральная

## Общественный транспорт
По улице Онежской проходит маршрут № 328 Колпино (Комбинат строительных материалов) — Санкт-Петербург (станция метро Рыбацкое), по дороге Подъезд к городу Колпино — маршруты № 324 Санкт-Петербург (станция метро Шушары) — Тельмана (Красноборская дорога), 367 Колпино (Комбинат строительных материалов) — Тельмана (Администрация), 392 Колпино (Улица Веры Слуцкой) — Тельмана (Красноборская дорога), 681 Колпино (Комбинат строительных материалов) — Войскорово, 544 Колпино (Привокзальная площадь) — Войскорово, 540 Колпино (Улица Веры Слуцкой) — Никольское (Завод Сокол), 550 Колпино (Привокзальная площадь) — Аннолово, К-450 Колпино (Улица Веры Слуцкой) — Никольское (Советский проспект, 130).
Ближайшая железнодорожная станция находится в городе Колпино.